# Futebol em Mônaco
O futebol é um dos principais esportes no pequeno Principado de Mônaco, e é desfrutado por uma grande parte da população.

## Futebol internacional
Mônaco é quase o único entre os estados soberanos europeus a não ser um membro da UEFA ou não ter uma equipe nacional que concorrem nas eliminatórias para a Copa do Mundo ou Eurocopa. A causa disso pode ser historicamente os laços estreitos com a França, ou pode ser porque Mônaco nunca se candidatou à adesão da UEFA, apesar de que preenche todos os critérios exigidos. Nos últimos anos, tem tido mais interesse em conseguir essa candidatura.

## Clube de futebol
O futebol em Mônaco é dominado pelo AS Monaco FC, que foi fundado em 1919 e joga no campeonato francês. Eles ganharam em sete ocasiões, ganhando também cinco Copas francesas no processo. Tradicionalmente, têm sido fortemente apoiado pela monarquia, com grande apoio financeiro que ajuda o clube a competir com equipes de muitas cidades maiores. O clube também joga no Stade Louis II.
Em 2004 eles foram concorrentes na Liga dos Campeões da UEFA amplamente considerado como o clube mais prestigiado do torneio de futebol. O sucesso, e a grande subvenção financeira que recebeu causou mau sentimento de ter sido proposto, muitas vezes por clubes rivais na Ligue 1, que o Monaco não deveria ser permitido aos concorrentes qualificados para a Europa a partir do campeonato francês, tendo assim um lugar atribuído por uma equipa francesa. Com alguns até sugerindo que devem ser expulsos do futebol francês completamente.
Um compromisso que tem sido sugerido que o Monaco continue jogando no campeonato francês, e participe em um torneio anual dos qualificados para ganhar o direito de representar Mônaco na competição européia, como em equipes do Canadá pelo Campeonato Canadense de Futebol.

## Super Taça UEFA
De 1998 até 2012, Mônaco hospedou a Super Taça Européia, torneio entre os vencedores da Liga dos Campeões e da Taça UEFA, que oferece um elevado perfil principal no jogo. Mônaco também desempenha anfitriões para o sorteio para a Liga dos Campeões.